# Encyklopedia podręczna ilustrowana
Encyklopedia podręczna ilustrowana – czterotomowa, popularna, polska encyklopedia ogólna opracowana w latach 1905-1906 we Lwowie, Krakowie i Warszawie przez członków dwóch polskich organizacji edukacyjnych Macierz Polska oraz Polska Akademia Umiejętności .

## Edycja warszawska
Encyklopedia po raz pierwszy opublikowana została w dwóch tomach we Lwowie. Pełna nazwa edycji warszawskiej brzmiała: Encyklopedya podręczna ilustrowana według 2-go najnowszego wydania "Macierzy Polskiej" we Lwowie, uzupełniona i opracowana do użytku naszych czytelników. Zredagował ją polski dziennikarz i publicysta Ludwik Straszewicz. Tomy wychodziły jako zeszyty dołączane do warszawskich czasopism. Tom I publikowano jako dodatek do warszawskiego, konserwatywnego dziennika informacyjno-politycznego "Słowo", a tomy 2-4 jako dodatki zeszytowe załączano do społeczno-kulturalnego miesięcznika "Ognisko"  .

## Wydania
Encyklopedię opublikowano w dwóch edycjach: dwutomowej oraz czterotomowej. Wydanie lwowskie:
- T.1 (A-Ł, 975 s.), Lwów 1905,
- T.2, Lwów 1905,

Wydanie czterotomowe Polskiej Akademii Umiejętności opublikowane w Warszawie:
- T. 1 (482 s.), ilustracje, Warszawa, 1905[1] ,
- T. 2 (470 s.), ilustracje, Warszawa, 1906[2] ,
- T. 3 (487 s.), ilustracje, Warszawa, 1906[3] ,
- T. 4 (423 s.), ilustracje, Warszawa, 1906[4] .